# Palača Katsura
Palača Katsura (japanski: 桂離宮, Katsura Rikyū) princa Toshihita (智仁; 1579. – 1629.), iz perioda Edo, smještena je u šumovitom kraju unutar drevnog perimetra carskog grada Kyota. Rikyu ili odijeljena rezidencija palače Katsura najljepše je djelo svjetovne i neslužbene tradicije u Japanu.

## Katsura Rikyu
Sagradio ju je u prvim desetljećima 17. stoljeća Kabori Enshu, majstor čajne ceremonije (cha-no-yu rituala) i graditelj koji je nastojao izraziti svoje ideale rustične jednostavnosti i slikovite prirode na široj osnovi nego što se do tada pokušavalo. Sastoji se od triju glavnih sastavnih zgrada koje su povezane na nepravilan i neposredan način, Ko-shoin, Chu-shoin, i Shin-goten. Prva je izvedena u svečanijem stilu shoin. Tu se nalaze dvije velike sobe za goste s prednje strane, soba za grijanje sa žeravnikom i soba za okrepu.
Ostale dvije su u intimnijem stilu sukiya (nazvano po majstoru čajne ceremonije iz 16. stoljeća Sen no Rikyu). Već od 14. stoljeća obrazovano plemstvo sve je više odbijalo kitnjastu raskoš gradske palače u korist arhitekture koja je prvenstveno zamišljena da se skladno uklopi u prirodnu okolinu. Podrijetlo sukiye su seoska kuća i planinska koliba, čija je estetika bila već sažeta u ceremonijalnoj čajnoj kolibi koja je služila za održavanje čajne ceremonije kojom je Japan i danas nadaleko poznat.
Chu-shoin, srednji blok, poprima više karakter čajne kolibe. Sobe su manje nego u drugim blokovima, a jedna soba ima loko-nama, nišu gdje je izložen jedini ornament.
Shin-goten, stražnji blok, je nepravilan mozaik soba pravokutnog tlocrta, upotrijebljenih kao spavaonice, praonice i slično. Na sjevernoj strani pripojene su mu prostorije za poslugu.
Katsura Rikyu je najpoetičnije ostvarenje ideal sukiya – spoj kuće i vrta. Taj vrt se smatra najljepšim vrtom svoje vrste. Kamene staze položene na tradicionalni način prelaze preko vrta s mahovinom prema Ko-shoinu. Svaki je kamen dio preciznog cjelokupnog plana vrta.
Zgrade u Katsuri konstruirane su od lake drvene građe, za krov je upotrijebljena trokutasta drvena greda, a zatvorene su ravnim zidovima bez stupova, konzola, temeljnog podija i poduprtog trijema u kineskom stilu. Intimnost, gotovo pre-brižljivo smišljena, daje osnovni ton. Od početka su sobe i niše bile zastrte mnoštvom tatamija ili prostirača od rižine slame, za sjedenje i ležanje, kojima se pokrivao pod u svim prebivalištima. Drvo je ostalo neobrađeno, ponekad je zadržalo čak i koru. Ljepota proporcija i dopadljivost prirodnog materijala govore sami za sebe.

## Shokintei
Shokintei (松琴亭) ili "Paviljon borovih harfi" podijeljen je iznutra u terminima čajne ceremonije koji cvate od 13. stoljeća. Sobe pružaju samo najjednostavniji komfor. Njihova ljepota je u konstrukciji, a ornamenti se pojavljuju samo u nišama Toko-no-ma, gdje se izlažu cvijeće ili umjetnička djela za kontemplaciju. Svečanost čaja iziskuje prije svega mirnoću u kojoj treba odbaciti usiljenost društvenog života. Prednji ulaz paviljona Shokintei, kao i ulazi drugih zgrada, uokviruje pogled na vrt tako da krajobraz nadomješta zidne pejzaže kićene palače.

## Poveznice
- Japanska umjetnost

## Vanjske poveznice
- Carska Agencija Palača | Carska palača Katsura